# Руцький Ілля
Руцький Ілля (1744, с. Високе, Прилуцький полк — 1786, Москва) — лікар, відомий з дослідження і боротьби проти чуми.

## Відоме з життєпису
- У 1761 році закінчив Киево-Могилянську Академію;
- У 1766 році — Медико-хірургічну школу в Петербурзькому Сухопутному Генеральному шпиталі;
- з 1768 до 1774 — військовий лікар;
- у 1776—1778 — лікар та викладач Петербурзької Медико-Хірургічної Школи;
- 1781 у Страсбурзькому університеті захистив докторську дисертацію «De peste»;
- пізніше працював у Петербурзі й Москві.

Відомий як активний учасник боротьби з чумою на південній Україні.